# Hippotherium
Hippotherium ist eine ausgestorbene Gattung aus der Familie der Pferde. Sie kam im Zeitraum  vom Übergang vom Mittleren zum Oberen Miozän bis zum beginnenden  Pliozän vor, was dem Zeitraum von vor 11 bis 5 Millionen Jahren entspricht. Ihr Verbreitungsgebiet war auf Eurasien beschränkt. Fossilfunde liegen aus weiten Teilen Europas und aus Ostasien vor. In der Regel ist das Fundmaterial stärker fragmentiert, lediglich aus Höwenegg in Baden-Württemberg wurden vollständige Skelette geborgen.
Es handelt sich um mittelgroße Vertreter der Pferde, die in etwa die Ausmaße heutiger Steppenzebras erreichten. Der deutlichste Unterschied zu heutigen Pferden ist allerdings in den dreizehigen Vorder- und Hinterfüßen zu finden. Des Weiteren ist der Zahnschmelz auf den Mahlzähnen stärker gefaltet. Die Zahnkronen insgesamt waren nicht so hoch wie bei den rezenten Arten. Der grazile Körperbau mit den langen oberen und kurzen unteren Gliedmaßenabschnitten spricht dafür, dass die Tiere überwiegend Wälder bewohnten. Einige Arten wiesen aber auch verhältnismäßig längere untere Beinabschnitte auf und waren demgemäß wohl an offenere Landschaften angepasst. Die Abnutzungsspuren an den Zähnen verweisen auf eine weiche oder gemischte Pflanzenkost hin.
Die Gattung wurde im Jahr 1833 durch Johann Jakob Kaup wissenschaftlich eingeführt. Der bekannteste Vertreter ist Hippotherium primigenium. Eine Zeitlang galt Hippotherium als identisch mit Hipparion, einer weiteren dreizehigen Pferdeform, die Namenspate für die Tribus der Hipparionini ist. Seit dem ausgehenden 20. Jahrhundert werden beide Gattungen aber wieder separat geführt. Es sind fast ein Dutzend Arten bekannt.

## Merkmale

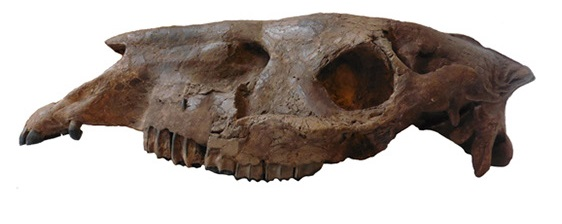
Schädel von H. primigenium

Hippotherium war ein mittelgroßer Vertreter der Pferde mit einem Körpergewicht von 190 bis 270 kg und einer Schulterhöhe von 130 bis 135 cm. Die Tiere erreichten damit die Ausmaße eines heutigen Steppenzebras. Innerhalb der Gruppe der hipparionen Pferde vermittelte Hippotherium zwischen dem deutlich kleineren Formen wie Cormohipparion und größeren wie Sivalhippus. Allgemein ähnelte der Schädel dem eines heutigen Pferdes. Seine Länge variierte zwischen 46 und 49,5 cm. Das Rostrum war vergleichsweise kurz, das Hinterhaupt schmal sowie hoch und trug einen kurzen, breiten Scheitelkamm. Auffallend zeichnete sich der Naseninnenraum als relativ klein ab. Die hintere Wand endete etwa in der Mitte des Diastemas zwischen dem oberen Eckzahn und dem vorderen Prämolaren. Zudem war eine große Voraugengrube (Fossa praeorbitalis) ausgebildet, ein typisches Merkmal neogener Pferdevertreter, das aber bei den heutigen Arten wieder verloren ging. Eine ähnliche Rückentwicklung ist auch von  Hipparion und Eurygnathohippus bekannt. Bei Hippotherium hatte die Grube einen dreieckigen Umriss und senkte sich tief in den Oberkiefer ein. Der vordere Rand der Grube lag in der Regel oberhalb der Foramen infraorbitale. Bei den meisten hipparionen Pferden schloss ein Knochen den vorderen Rand der Orbita, der bei Hippotherium nach vorn bis etwa die Hälfte der Distanz zur Voraugengrube einnahm. Bei anderen Formen wie Cormohipparion oder einzelnen Vertretern von Hipparion konnte er auch länger sein.

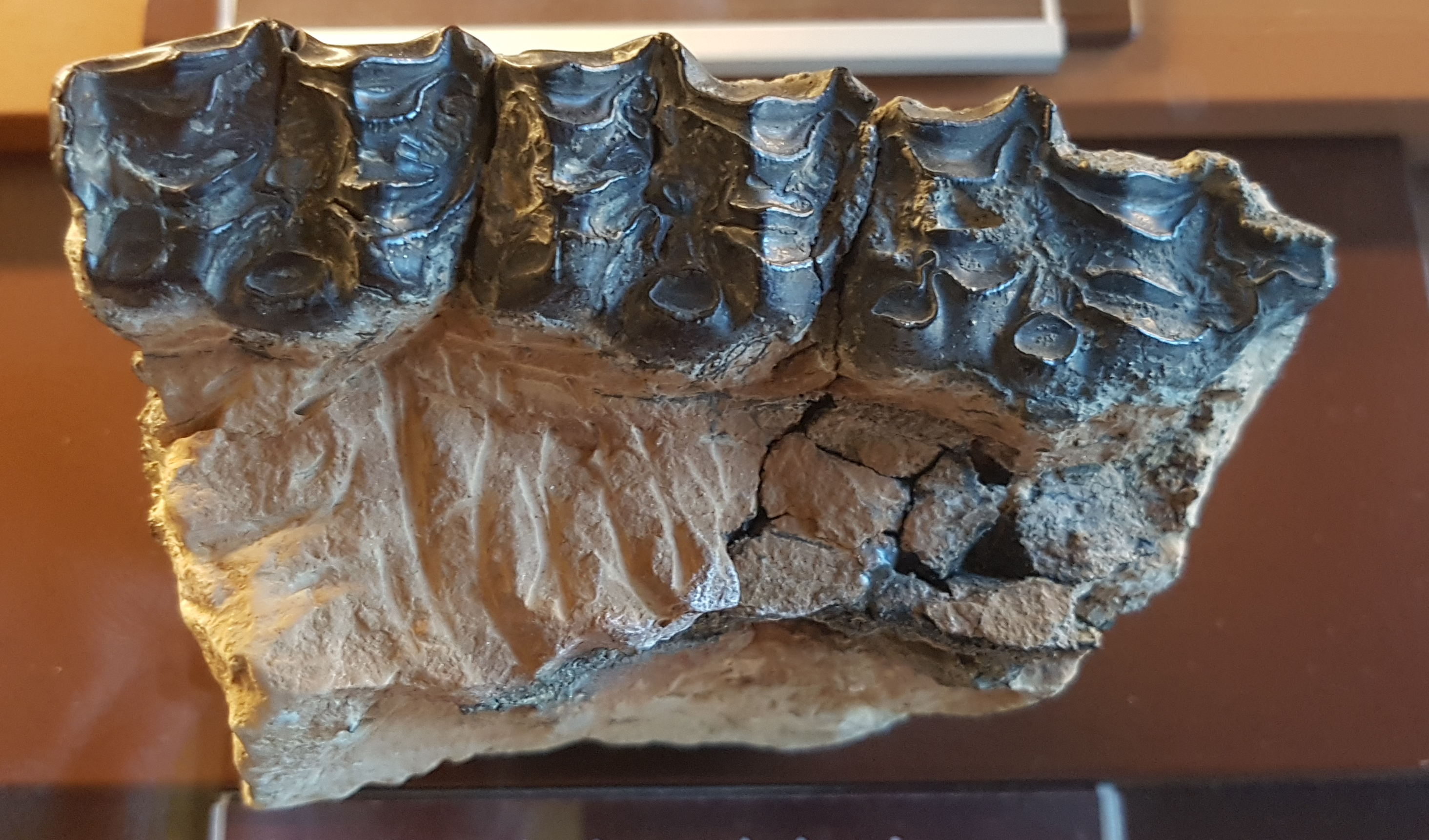
Zähne von H. primigenium

Der Unterkiefer von Hippotherium maß zwischen 37,4 und 45,6 cm. Der horizontale Knochenkörper nahm von vorn nach hinten an Höhe zu. Im Bereich des unteren Diastemas wurde er bis zu 5,6 cm hoch, hinter dem letzten Mahlzahn bis zu 11,4 cm. Der aufsteigende Ast ragte weit auf, der Gelenkfortsatz befand sich bis zu 17 cm über der Unterkieferunterkante. Das Gebiss bestand aus je drei Schneidezähnen, einem Eckzahn, drei Prämolaren und drei Molaren je Kieferhälfte. Die hinteren Zähne waren eher niederkronig, im ungekauten Zustand erreichten sie rund 5 cm Höhe. Sie zeichneten sich durch ein sehr komplexes Muster an Schmelzfalten auf der Kauoberfläche aus, das sehr dichte Falten hervorrief. Deutlich wird dies vor allem an den beiden Hauptflächen der Oberkiefermolare, der Prä- und der Postfosette. Andere Vertreter der hipparionen Pferde wiesen hier teils weniger starke Faltungen auf. Auffallenderweise war zusätzlich das pli caballin, eine enge Schmelzfalte zwischen dem Hypoconus und dem Protoconule, gedoppelt, was etwa bei Cormohipparion nicht vorkommt, während das Merkmal bei Hipparion stärker variabel ist. Der Protoconus stand wie bei allen hipparionen Pferden frei. Auf den unteren Mahlzähnen war das Metaconid gerundet. Die obere hintere Zahnreihe wurde zwischen 14,7 und 16,8 cm lang, bei der untere betrugen die Werte 15,4 bis 17,3 cm.
Im postcranialen Skelett gab es ebenfalls starke Übereinstimmungen zwischen Hippotherium und den heutigen Pferden. Die Wirbelsäule wies bei ersterem 7 Hals-, 18 Brust-, 6 Lenden-, 5 Kreuzbein- und 11 Schwanzwirbel auf. Letzteres weicht aber markant von heutigen Pferden ab, da diese zumeist 15 bis 21 Schwanzwirbel besitzen. Ein weiterer auffallender Unterschied findet sich in den Gliedmaßen, die bei Hippotherium wie bei allen hipparionen Pferden in jeweils drei funktionale Zehen endeten, wobei der mittlere Strahl (III) gegenüber den seitlich anliegenden (II und IV) dominierte. Generell waren die Metapodien kurz und breit und dadurch deutlich robuster gebaut als etwa bei Cormohipparion und Cremohipparion.

## Verbreitung und Fossilfunde
Hippotherium war ein ausschließlich in Eurasien verbreiteter Vertreter hipparioniner Pferde. Fossile Reste sind über Mittel-, West- und Südeuropa sowie über den östlichen mediterranen Raum verteilt, kommen zudem aber auch in Ostasien vor. Das aufgefundene Material ist häufiger stärker fragmentiert. Jedoch sind aus Höwenegg im südlichen Baden-Württemberg auch vollständige Skelette belegt. Aufgefunden wurden hier rund in Dutzend Skelette, eines davon repräsentiert ein weibliches Tier mit Fötus.

## Paläobiologie
Es handelt sich bei Hippotherium um einen mittelgroßen Vertreter der hipparionen Pferde, der in etwa die Ausmaße des heutigen Steppenzebras erreichte. Im Vergleich zu den heutigen Arten war er aber deutlich graziler. Die westeurasischen Verbreitungsareale unterlagen im ausgehenden Miozän weitgehend feucht-warmen Klimabedingungen, unter denen waldreiche Landschaften entstanden. An diese waren die Tiere anatomisch angepasst. Hierfür sprechen unter anderem die vergleichsweise kurzen unteren Gliedmaßenabschnitten gegenüber den oberen. Bei einigen frühen Formen wie H. primigenium nahm der Oberschenkelknochen fast 40 % der gesamten Hinterbeinlänge ein. Der Mittelfußknochen war dementsprechend kurz und wies nur etwa 27 % der Länge des Oberschenkelknochens auf. Zusätzlich bestanden an den Fußwurzelknochen breite Gelenkflächen, wodurch eine hohe Mobilität des Fußes erreicht wurde. Diese Konfiguration erlaubte somit die Fortbewegung in den Wäldern, war aber im Vergleich zu heutigen Pferden nicht für sehr hohe Laufgeschwindigkeiten optimiert. Im Einklang damit stehen auch die langen Dornfortsätze der Brustwirbel, an die eine massive Rückenmuskulatur ansetzte. Diese ließ unter anderem Dreh- oder seitliche Bewegungen zu, die zur Maneuvrierung in dichten Wäldern notwendig sind, aber nicht mit einer schnellen, vorwärts gerichteten Fortbewegung im offenen Land im Einklang stehen. Allerdings sind für einige Vertreter wie den zentraleuropäischen H. kammerschmittae oder dem ostasiatischen H. weihoense auch deutlich andere Gliedmaßenproportionen dokumentiert. Bei letzterem brachte es der Mittelfußknochen auf 32 % der Länge des Oberschenkelknochen, wodurch die Verhältnisse der beiden Knochen zueinander auffällig verschoben waren. Vor allem für die ostasiatischen Landschaften wird ein weitaus offenerer Bewuchs rekonstruiert, so dass die dreizehigen Pferde jener Regionen sich durchaus auch schnellläufiger fortbewegten. Wie bei den anderen hipparionen Pferden auch waren die Seitenzehen bei Hippotherium deutlich kürzer als die mittlere Hauptzehe und lagen mit ihrer Endzehe etwa auf Höhe des Fesselbeins. Sie berührten daher im Stand oder bei langsamen Bewegungen den Boden nicht, was den hipparionen Pferden einen monodactylen Charakter verleiht analog zu den heutigen Arten. Unter Voraussetzung einer ähnlichen funktionsanatomischen Wirkung des unteren Bewegungsapparates wie bei rezenten Pferden, wofür unter anderem die Anordnung der Sehnen und Bänder spricht, kam es bei höheren Laufgeschwindigkeiten jedoch zu einem tiefen Absetzen des Fußes im Bereich des Fesselgelenks („Durchtreten“), wodurch dann alle drei Zehen in Bodenkontakt gerieten und so eine echte tridactyle Fortbewegung entstand.
Heutige Pferde sind weitgehend an grashaltige Nahrung angepasst. Zum Zerkauen dieser teils sehr harten Pflanzenkost, hervorgerufen durch die darin enthaltene Kieselsäure, haben sie extrem hochkronige (hypsodonte) Mahlzähne ausgebildet. Hippotherium und andere Vertreter der Hipparionini wiederum besitzen weniger hochkronige Zähne. Es wird daher angenommen, dass die Tiere weniger stark an Gräser angepasst waren, wofür auch ihr Leben in geschlosseneren Landschaften spricht. Unterstützung findet diese Ansicht durch Untersuchungen von Zahnabnutzungsspuren bei Hippotherium. Hierbei lässt sich für einzelne Tiere variierender Fundstellen nördlich und südlich der Alpen eine weitgehend auf weicher Pflanzenkost wie Blätter basierende Ernährungsweise ableiten, so etwa bei H. primigenium oder H. kammerschmittae. Vergleichbar sind hier heutige Pflanzenfresser wie das Okapi oder das Sumatra-Nashorn. Andere Angehörige der Gattung Hippotherium zeigen typische Abnutzungsspuren, die auf eine gemischte Pflanzenkost hinweisen. Dazu zählt etwa H. microdon, welches in dieser Beziehung Übereinstimmungen mit den Impalas besitzt. Ähnliches erbrachte eine Studie an Zähnen aus Tieren aus dem nördlichen Mittelmeerraum. Möglicherweise waren die Tiere befähigt, sich lokalen Gegebenheiten anzupassen und besaßen dadurch eine gewisse Flexibilität in der Ernährungsweise.

## Systematik
Hippotherium ist eine ausgestorbene Gattung aus der Familie der Pferde (Equidae). Innerhalb der Pferde wird die Gattung zur Unterfamilie der Equinae und zur Tribus der Hipparionini gezählt. Die Hipparionini vereinen Pferde mit drei Zehen je Fuß. Sie stehen dadurch den einzehigen Equini, welche auch die heutigen modernen Pferde (Equus) einschließen, als Schwestergruppe gegenüber. Weitere charakteristische Merkmale betreffen den Zahnbau. So sind die Mahlzähne der Hipparionini weniger hochkronig (hypsodont) als die der Equini, weisen dafür aber ein komplexeres Zahnschmelzmuster auf der Kauoberfläche auf. Als einigende Kennzeichen aller Hipparionini können zudem der isolierte Protoconus auf den Oberkiefermolaren ebenso wie ein ausgebildetes pli caballin, eine enge Zahnschmelzschlaufe zwischen zwei Haupthöckern der Oberkiefermolare, aufgefasst werden.
Die Hipparionini entstanden in Nordamerika, wo sie im frühen Oberen Miozän vor rund 12,5 bis 12 Millionen Jahren erstmals nachweisbar sind. Vermutlich gingen sie aus älteren Formen wie Merychippus hervor. Während letztere Gattung auf Nordamerika beschränkt war, erreichten die hipparionen Pferde relativ schnell über die Beringlandbrücke kommend Eurasien und besiedelten letztendlich auch Afrika. Im Unteren Pleistozän verschwanden die Hipparionini allerdings wieder und wurden durch die Equini ersetzt, ein Prozess, der wiederum in Nordamerika seinen Ausgangspunkt nahm. Innerhalb der Hipparionini bildet Hippotherium einen der urtümlicheren Vertreter. Als sein nächster Verwandter ist höchstwahrscheinlich Cormohipparion anzusehen.
Der Gattung Hippotherium werden folgende Arten zugewiesen:
- Hippotherium brachypus (Hensel, 1862)
- Hippotherium catalaunicum (Pirlot, 1956)
- Hippotherium gettyi (Bernor, 1985)
- Hippotherium giganteum (Gromova, 1952)
- Hippotherium intrans (Kretzoi, 1983)
- Hippotherium kammerschmittae Kaiser, Bernor, Scott, Franzen & Solounias, 2003
- Hippotherium koenigswaldi (Sondaar, 1961)
- Hippotherium malpassi Bernor, Kaiser, Nelson & Rook, 2011
- Hippotherium microdon Kormos, 1914
- Hippotherium primigenium (von Meyer, 1829)
- Hippotherium weihoense (Liu T., Li C. & Zhai R., 1978)

Die Typusart bildet Hippotherium primigenium, die möglicherweise auch die Ausgangsform für die stammesgeschichtliche Entwicklung der Gattung bildet. Insgesamt zeigen sich die Angehörigen von Hippotherium im Laufe ihrer Entwicklung relativ ursprünglich und konservativ. Ableiten lässt sich dies unter anderem an den Kronenhöhen der Mahlzähne. In der Regel betrug diese bei frühen Formen etwa 50 mm, erreicht aber bei späteren selten 57 mm und mehr.
Vor allem Ende des 19. Jahrhunderts wurden auch mehrere Arten aus Nordamerika zu Hippotherium gestellt. Heute gelten diese Formen als zu Hipparion und näheren Verwandten gehörig.

## Forschungsgeschichte

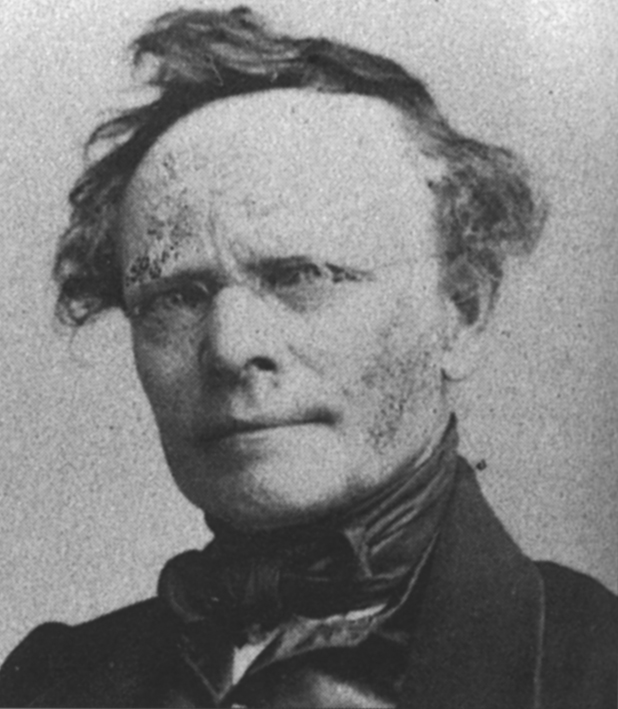
Johann Jakob Kaup

Die Erforschung der Gattung Hippotherium reicht bis in die erste Hälfte des 19. Jahrhunderts zurück. Im Jahr 1829 beschrieb Hermann von Meyer mehrere Pferdezähne aus den Dinotheriensanden von Eppelsheim und verwies sie zu Equus primigenius. Die Zähne unterschieden sich deutlich von jenen der Pferde, die bereits aus dem Pleistozän bekannt waren, wodurch sie für von Meyer zu den ältesten vorliegenden Pferderesten gehörten. Er begründete die Namenswahl mit dem archaischen Charakter der Zähne und sah sie als parallel zu jener von „Elephas primigenius“, dem Wollhaarmammut, als ältesten damals bekannten Elefanten an. Das Typusmaterial bildete von Meyer in einer Publikation im Jahr 1833 ab. Im gleichen Jahr veranlassten von Meyers Arbeit und weitere Funde aus Eppelsheim Johann Jakob Kaup die Bezeichnung Hippotherium einzuführen, die er aber noch als Untergattung von Equus einstufte. Besondere Aufmerksamkeit schenkte Kaup den Gliedmaßen, die er als dreizehig erachtete, was von den modernen Pferden deutlich abwich. Er verwies aus diesem Grund Hippotherium in eine Vermittlerstellung zwischen Palaeotherium und Equus. Nur zwei Jahre später betrachtete Kaup dann Hippotherium als eigenständige Gattung. Weder von Meyer noch Kaup gaben ein Holotyp-Exemplar an. Dies wurde erst im Jahr 1996 durch Raymond L. Bernor nachgeholt, der ein Unterkieferfragment aus Eppelsheim als Lectotypen bestimmte (SENK M1421). Dieses war bereits durch von Meyer in seiner ausführlichen Beschreibung im Jahr 1833 abgebildet worden.
Bereits im Jahr 1832 hatte Jules de Christol die Gattung Hipparion anhand von Funden aus dem Luberon im südfranzösischen Département Vaucluse wissenschaftlich eingeführt, bei der es sich ebenfalls um dreizehige Pferde handelt. De Christol gab weder Typusmaterial noch eine spezifische Artbezeichnung an, dies wurde erst siebzehn Jahre später durch Paul Gervais nachgeholt. In diesem Zusammenhang sah Gervais beide Gattungen als voneinander getrennt an. Rund zwanzig Jahre später änderte sich dies, da Albert Gaudry Hippotherium mit Hipparion gleichsetzte. Der Konsens blieb dann weitgehend bestehend. Eine der wenigen Ausnahmen bildete hierbei Edward Drinker Cope. In einer Revision der hipparionen Pferde Nordamerikas aus dem Jahr 1889 priorisierte er Hippotherium gegenüber Hipparion. Als Grund hierfür gab er die vermeintlich ungenügende Beschreibung letzterer Form durch de Christol an. In einem relativ nahen zeitlichen Abstand wurde diese Meinung unter anderem auch von Joseph Leidy in einer Beschreibung von Fossilien aus Florida übernommen.
Spätestens zu Beginn des 20. Jahrhunderts galt wieder Hipparion aufgrund der früheren Benennung als zu bevorzugende Bezeichnung der dreizehigen Pferde, während Hippotherium weiterhin ein Synonym blieb. Dargestellt wurde dies auch in der von George Gaylord Simpson im Jahr 1945 veröffentlichten generellen Taxonomie der Säugetiere. In der Regel umfasste die Gattung Hipparion vor allem in der zweiten Hälfte des 20. Jahrhunderts alle hipparionen Pferde, die sich durch dreizehige Füße und durch isolierte Protoconi auf den oberen Mahlzähnen auszeichneten. Sie wurde daher als „Formtaxon“ angesehen, welches eine extrem vielgestaltige Gruppe an unterschiedlichen Tieren beinhaltete. Zu den Befürwortern dieser Praxis gehörte beispielsweise Ann Forstén. Dieses lumping wurde spätestens mit Beginn der 1980er Jahre aber stärker kritisiert. Mehrere Wissenschaftler, darunter etwa Bruce J. MacFadden, differenzierten anhand anatomischer Merkmale wie der Ausprägung des Bereiches der Orbita unterschiedliche Formen heraus, was sowohl die Vertreter der Alten wie auch der Neuen Welt betraf. Im Folgenden wurde daher zwischen Hipparion im engeren (Hipparion sensu stricto) und im weiteren Sinne (Hipparion sensu lato) unterschieden, wobei ersteres die eigentliche Gattung Hipparion betraf, letzteres die nähere Verwandtschaft mit zusätzlich weiterer Differenzierung wie dem Cormohipparion-Komplex oder dem Hippotherium-Komplex. Raymond L. Bernor verschob die gesamte Einheit Hipparion sensu lato daher auf die Tribus der Hipparionini, eine Bezeichnung, die bereits 1955 von James Harrison Quinn eingeführt worden war. Fußend auf diesem wurde spätestens seit Mitte der 1990er Jahre Hipparion sensu lato in einzelne weitere Gattungen aufgespalten und Hippotherium somit wieder eigenständig geführt. Nachfolgend sprachen sich auch weitere Wissenschaftler für eine derartige Trennung aus.

## Stammesgeschichte

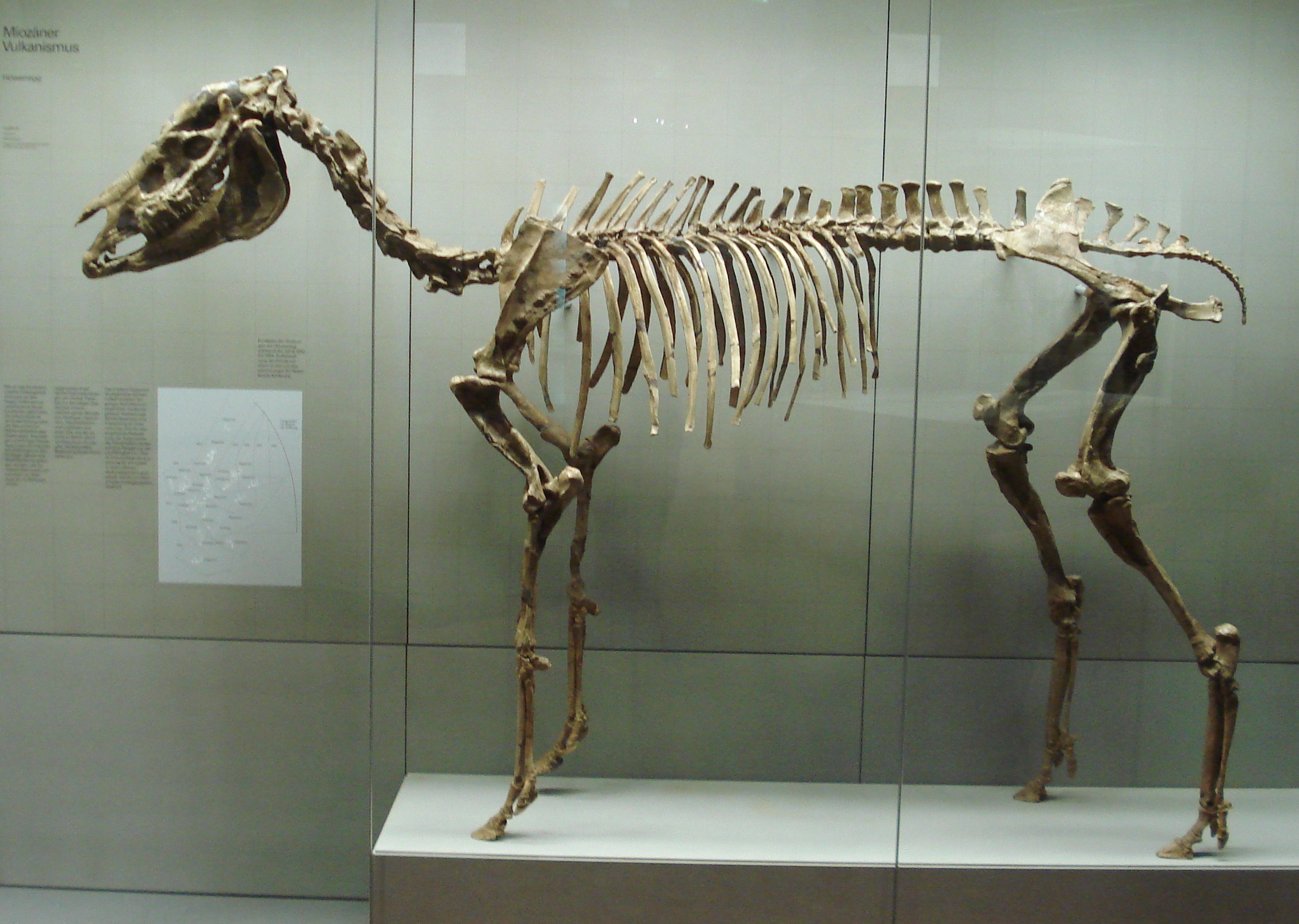
Skelettrekonstruktion von H. primigenium aus Höwenegg, Deutschland; der relativ gerade Rückenverlauf ist ein Forschungsrelikt, vermutlich war der Rücken stärker gekrümmt

Die Gattung Hippotherium trat erstmals im ausgehenden Mittleren und im Oberen Miozän auf. Als Vorfahre kann Cormohipparion angesehen werden, das vor mehr als 11 Millionen Jahren von Nordamerika kommend eurasischen Boden erreichte; das Ereignis wird allgemein als Hipparion datum oder Hippotherium datum bezeichnet. Die ältesten Reste von Hippotherium stammen aus dem Wiener Becken, zu nennen sind Lokalitäten wie Atzelsdorf, Gaiselberg und Mariathal nördlich und nordöstlich von Wien. Das überwiegend hier aufgefundene Material besteht aus Gebissresten und kann weitgehend zu H. primigenium verwiesen werden. Weitere bedeutende Funde dieser Zeit sind  aus Höwenegg im südlichen Baden-Württemberg und aus den Dinotheriensanden von Eppelsheim in Rheinland-Pfalz dokumentiert. Erstere Fundstelle ist von besonderer Bedeutung, da hier mehrere vollständige Skelette geborgen werden konnten, die während intensiver paläontologischer Forschungen zwischen den 1930er und 1960er Jahren zu Tage traten. Auch diese stehen mit H. primigenium in Verbindung, wobei die Funde von Eppelsheim als Typusmaterial der Art zu betrachten sind.

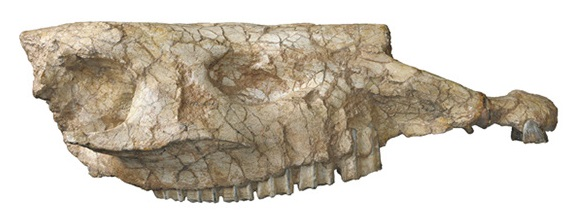
Schädel von H. weihoense aus Lantian, China

Im westlichen Europa sind zum etwa gleichen Zeitpunkt mit H. koenigswaldi und H. catalaunicum zwei Arten präsent, während südlich der Alpen H. intrans auftritt. Gefunden wurde letztere Art unter anderem an der bedeutenden Fossillagerstätte Rudabánya in Ungarn. Ursprünglich anhand eines Mittelfußknochens beschrieben, sind von ihr zahlreiche Gebissreste erhalten. Untersuchungen zeigen jedoch, dass neben H. intrans noch eine kleinere Form von Hippotherium unterscheidbar ist. Außerhalb des europäischen Raumes wurde im östlichen Asien H. weihoense in Lantian in der chinesischen Provinz Shaanxi dokumentiert. Die Form ist relativ beständig und lässt sich noch im weiteren Verlauf des Oberen Miozäns nachweisen.

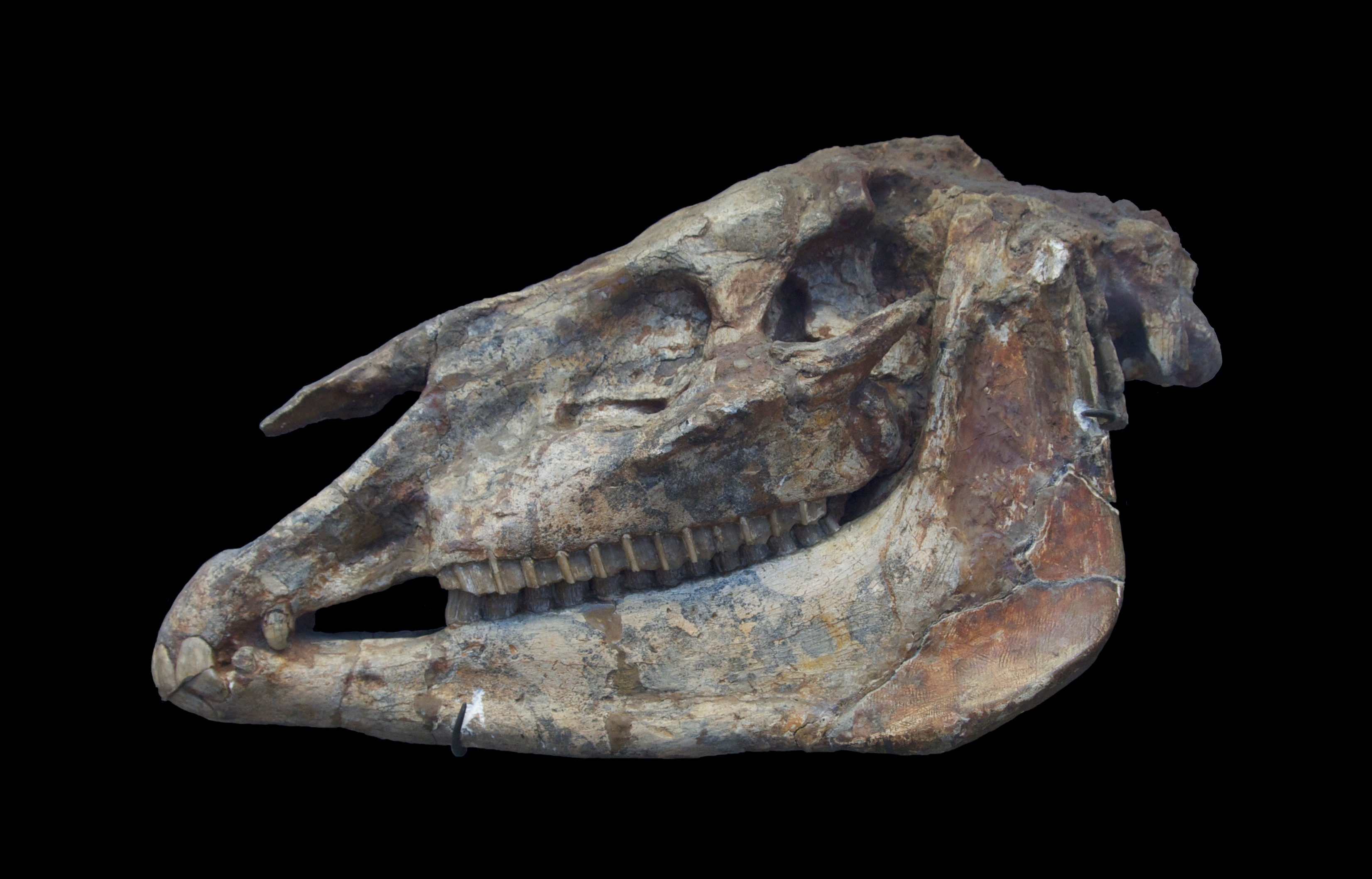
Schädel von H. brachypus aus Pikermi, Griechenland

Spätestens vor rund 10 Millionen Jahren ist H. giganteum im südöstlichen Europa mit Funden in Moldawien und der Ukraine, aber auch in Griechenland belegt, während die Nachweise von H. gettyi im iranischen Maragheh nur unwesentlich jünger sind. Neben einem Schädel als Typusmaterial kommen in Maragheh auch weitere Schädelfragmente und Zähne vor. Die Fundstelle barg zusätzlich noch mehrere Schädel, die weitgehend mit H. brachypus übereinstimmen. Diese Art ist dann hauptsächlich von einigen griechischen Inseln wie etwa Samos oder vom griechischen Festland, etwa Pikermi bei Athen, bekannt, wurde aber auch im südöstlichen Europa wie in Hadjidimovo in Bulgarien dokumentiert. In Mitteleuropa hingegen war neben H. primigenium im Oberen Miozän auch H. kammerschmittae präsent. Beide Formen wurden beispielsweise in Dorn-Dürkheim aufgefunden. Gegenüber ersterer Art ist letztere deutlich kleiner und war an eine schnellere Fortbewegung sowie blattreichere Kost angepasst.
Noch im ausgehenden Miozän sind verschiedene Vertreter der Gattung Hippotherium in Baltavar in Ungarn belegt, neben H. intrans auch H. microdon. Funde aus dem östlichen Mittelmeerraum verweisen auf eine große Form, die offensichtlich H. brachypus nahestand. Die Lokalität Baccinello und weitere Fundstellen in der Toskana erbrachten wiederum Nachweise einer mittelgroßen Form, die als H. malpassi bezeichnet wird. Diese ist auch die einzige Art, die bis in den Übergang vom Oberen Miozän zum Unteren Pliozän überlebte, da Reste auch von Sardinien vorliegen.